# 마르틴 빈터코른

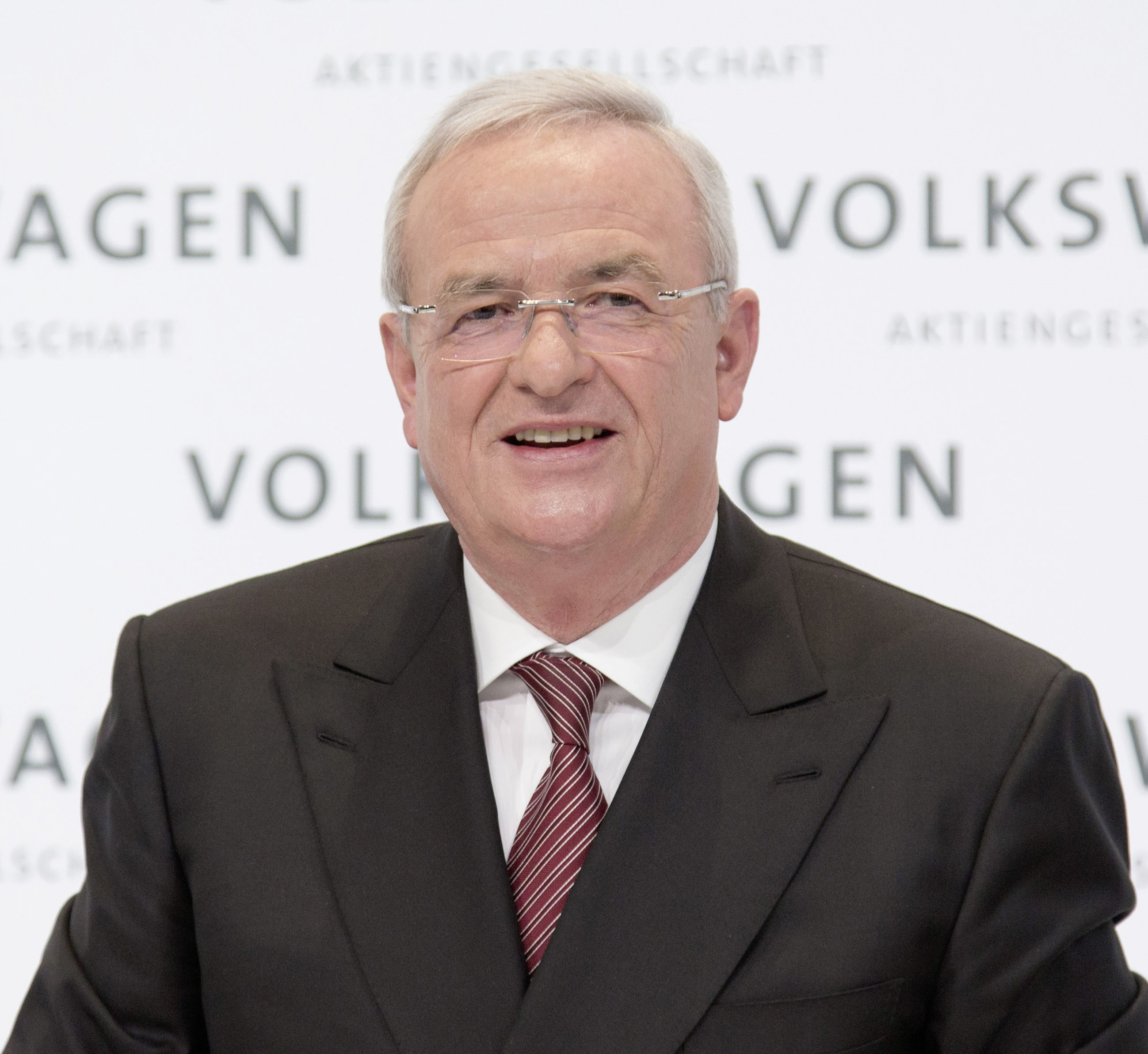
마르틴 빈터코른

마르틴 빈터코른(Martin Winterkorn, 1947년 5월 24일 ~ )은 독일의 기업인이다. 폭스바겐 그룹의 CEO였으나, 폭스바겐 배기가스 조작으로 인해 9월 24일 자리에서 사퇴하였다.